# Диасамидзе
Диасамидзе (груз. დიასამიძე) — грузинский княжеский род, происходящий из Кахети, известный с 1443 года. Род входит в «Кавказский гербовник» В. Цихинского.

## Известные представители фамилии
- Евдемон I Диасамидзе — Католикос Иберийский Грузинской православной церкви (1630—1638 гг.)[4]
- Иоан VII Диасамидзе — Католикос Иберийский Грузинской православной церкви (1687—1691, 1696—1700 гг.)[4]
- Эвдемоз II Диасамидзе — Католикос Иберийский Грузинской православной церкви (1700—1703 гг.)[4]
- Диасамидзе, Михаил Степанович — Герой Советского Союза[5];
- Тамас Диасамидзе — депутат парламента Грузии, член политического движения «Наша Аджара»;[6]
- Ниаз Диасамидзе — грузинский певец, автор-исполнитель (работает в стиле reggae и folk-rock), лидер группы «33-А», награждён грузинским президентским орденом Сияние.